# 北京市第一六一中學
北京市第一六一中学（英語：Beijing NO.161 High School），简称一六一中，前身是京师公立第一女子中学，建校初期得到革命先驱李大钊先生的关怀和扶持，是著名的“一二·九”爱国学生运动的策源地。北京一六一中学是北京市示范高中之一。学校新址位于南横西街94号，和平门校区位于前门西大街43号。

## 历史沿革

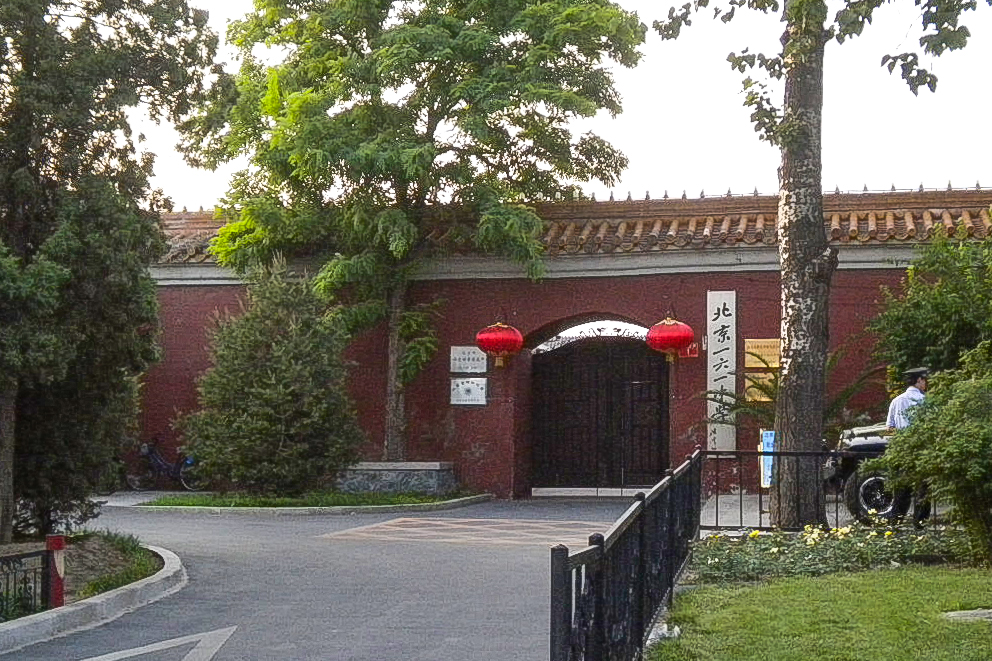
位于西长安街1号的中校区（原二十八中校址，2010年6月摄）

1913年，京师学务局在北平建立了京師公立第一女子中學，其校园是现在一六一中学的北校区。建校之初，中国共产党创始人之一李大钊的诸多学生前来任教，他自己也曾经多次到校授课。在1928年和1931年，该校先后更名为北平特别市市立第一女子中学和北平市立第一女子中学。
1935年，“一二·九”运动时期，北平市学联党团书记姚依林将北平市学联选址于此。1949年北平和平解放后，私立四存中学女部被并入该校。中华人民共和国成立后，学校更名为北京市第一女子中学，成为最早被确定的市属重点中学之一。1972年，更名为北京市一六一中学。

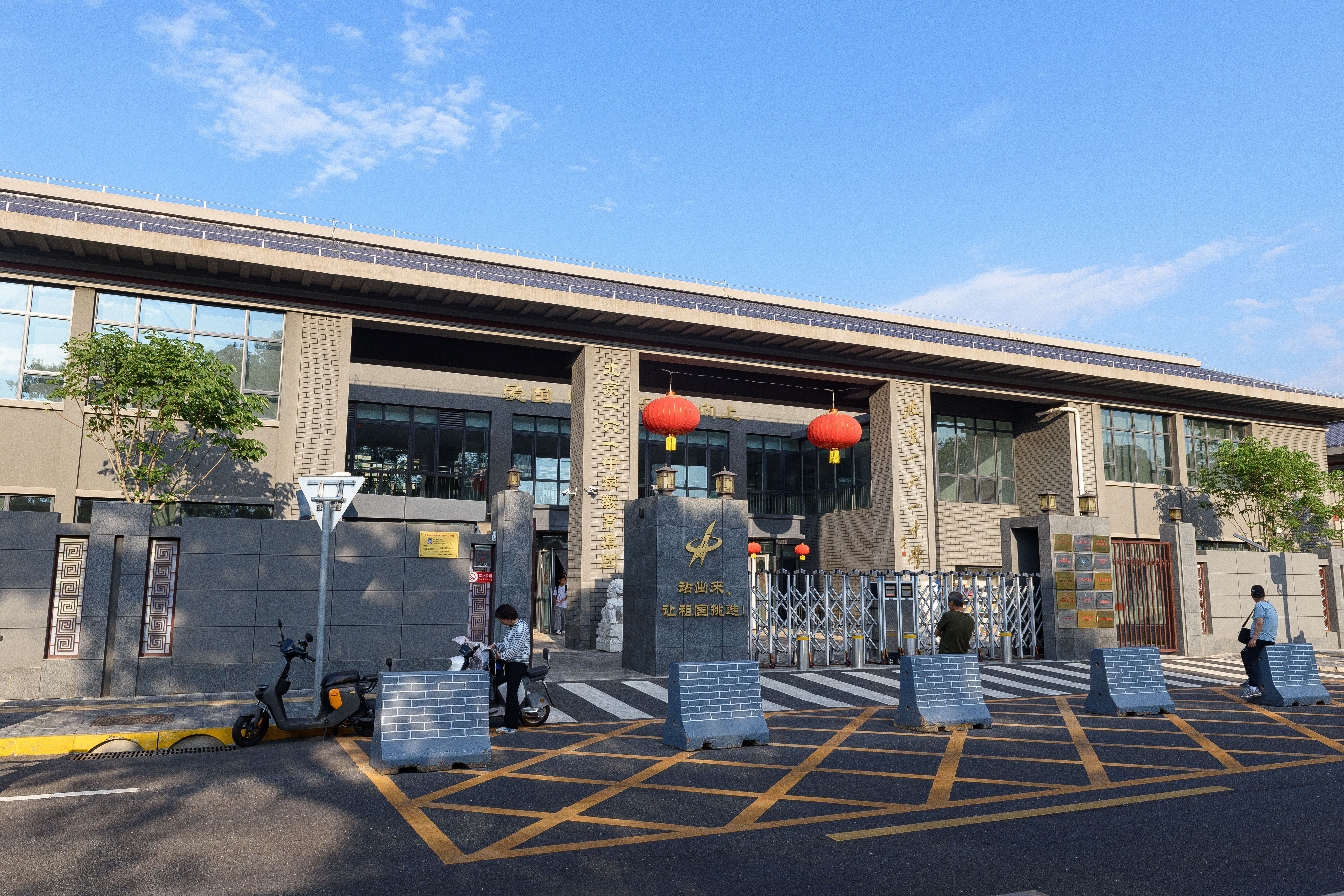
和平门校区正门

进入二十一世纪来，西城区教育资源进行优化整合，2000年、2004年，北京市第三十中学和北京长安中学（北京市第六中学和北京市第二十八中学于1999年合并而成）相继并入北京一六一中学，成为学校南校区、中校区（现已划归中央警卫团），学校形成了一校三址的办学格局。2005年，学校被评为北京市示范性普通高中校。2016年，一六一中学在昌平区回龙观设立分校，2017年又承办了位于月坛北街的原二一四中学并将其改为一六一中学分校。
2018年学校启动搬迁工作，整体迁往南横西街94号（原北京市卫生职业学校）。2019年2月，搬迁工作接近完成，新校区在春季学期开始投入使用。
2024年9月，学校南校区（现和平门校区）改扩建工程结束，迎来首批新生。

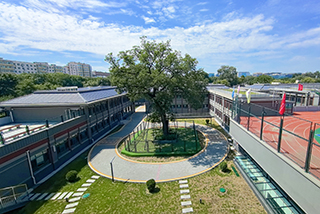
一六一中学（和平门校区）2024.9

## 文化传统

### 校名
1972年更名后，由中华人民共和国主要领导人陈云题写。

### 校徽
诞生于1998年，以火箭飞向太空为基本图案，箭身是“161”的字体变形。

### 校歌
作于中华民国二年（1913年），原为京师公立第一女子中学校歌，有着深厚的历史积淀。由于历史缘故，当时的学校、学府鲜少创作与传唱歌曲，因此它是中国最早创作的校歌之一。
——女中學如一爐火，均平鍛煉文武合。
五金同化共陶融，分析俱平妥。
後日鑄良材，今天先擔荷，何況是神京第一！
聰強慧可，棫朴菁莪。
女中學如一滴水，增長滋培灌溉遂。
五味同勻善調劑，澆灑養葳蕤。
後退將枯涸，前進莫趑趄，永保此神京第一！
創建開垂，千秋萬歲！

### 校训
诚  真
- 诚——做人诚实守信。
- 真——做事求真务实。

### 学校精神
站出来，让祖国挑选！

### 校园赋
民权思想，爱国女学；女中初创，京城名扬。鲍家旧址，西交民巷；紫禁城外，太液池旁。花神苑内，花木俊朗；望虹园中，旭阳辉煌。百年树人，风雨为鉴；启智润德，培育中坚。先驱星火，撒革命火种，思想燎原；师生承继，历五四风雷，斗志昂扬。东北沦丧，华北剧变；明秋学联，女中旗展；七七国恨，血荐轩辕；国难家舛，赴身实践。四九国立，扬眉吐气；艰苦奋斗，乐观向上；站出来，让祖国挑选！七二伊始，更名续篇，创新、科技、健康特色尽显；学风、教风、校风，大观蔚然。曾，并三十，合长安；时逢盛世，岁有百年。今，分校建，新址迁；薪火相传，阔步祈愿。五金交融，五味调剂均平炼；葳蕤浇洒，棫朴繁盛文武全。鱼翔清池，花藏神苑；燕归雕甍，蝉鸣芳园；秉诚真校训，承水火精神；存教育弘志，育桃李万千。

## 办学条件

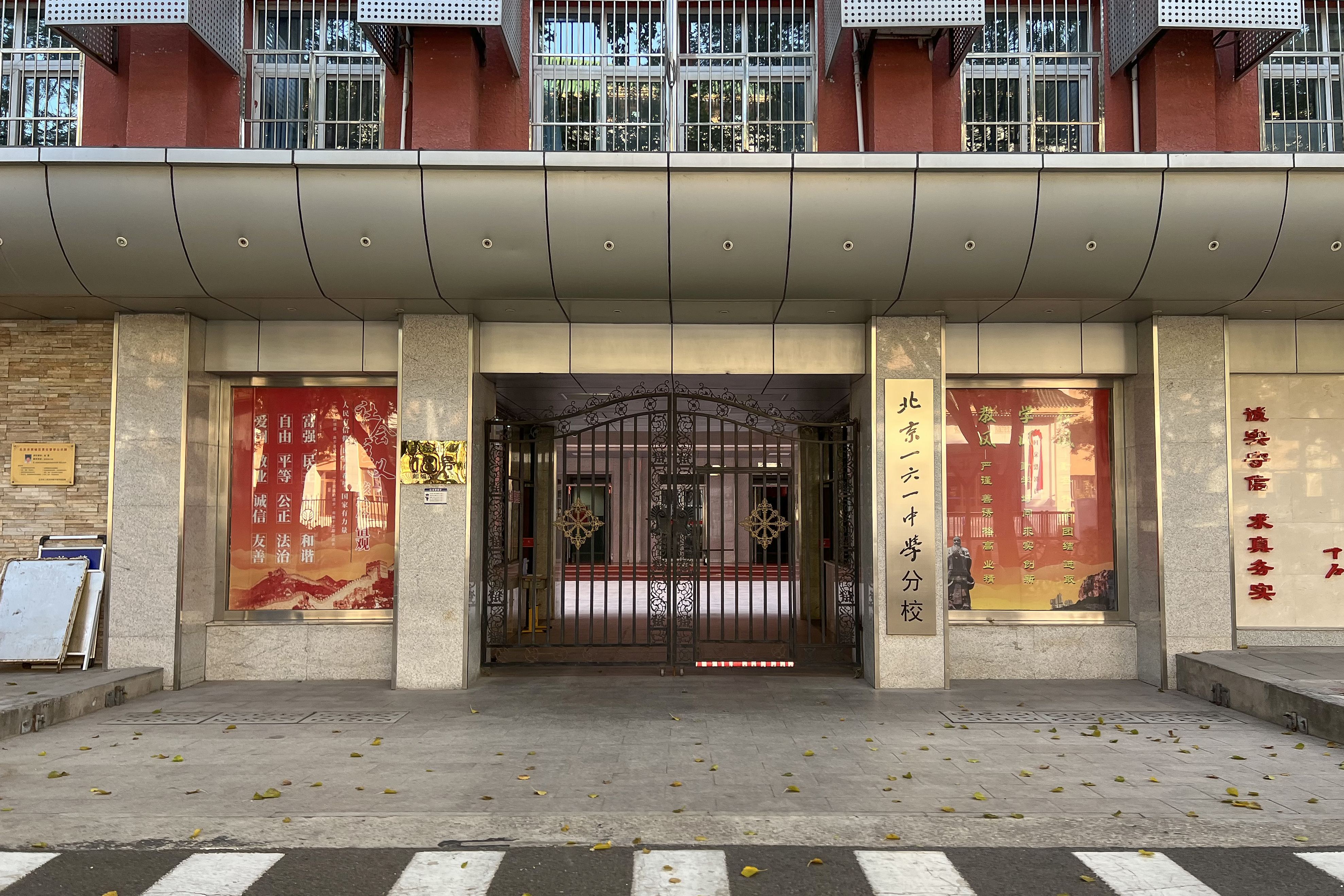
一六一中学分校（原214中学）

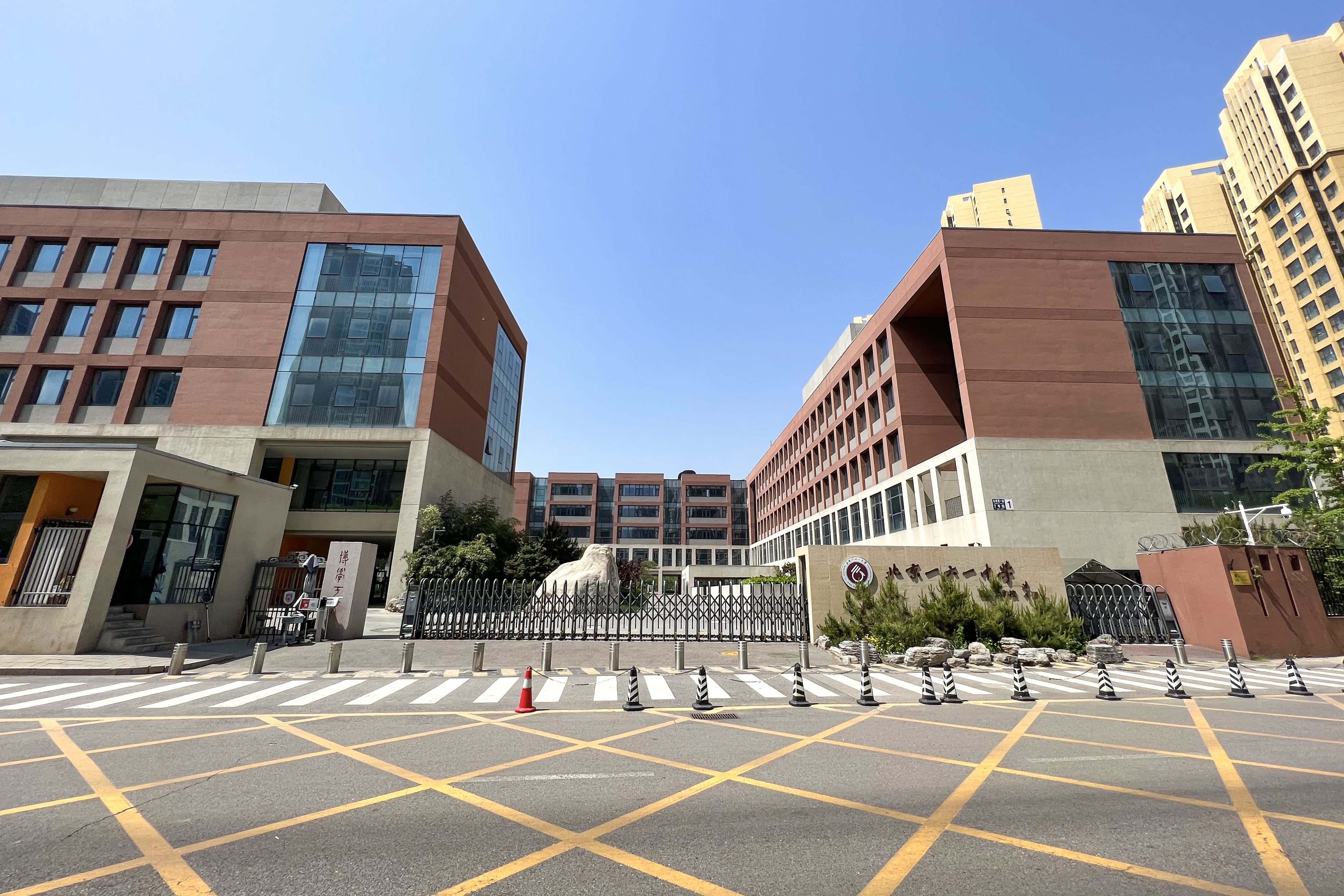
北京一六一中学回龙观学校

### 学校规模
学校现有45个教学班，近1500名学生，260余名教职工。

### 校园环境
北京一六一中学是花园式学校，有大量校园景观。

#### 硬件设施
学校有形体教室、科学实验室、陶艺教室、生物数码互动教室等，所有教室及理、化、生实验室均装有多媒体设备和实物展示设备。中校区和北校区分别有地下羽毛球和乒乓球场馆。

#### 名胜古迹
由于文革时期的严重破坏，北京民间的古迹已所剩不多。而一六一中学是在老城墙的基础上兴建而成，其中尚存一些文化古迹，其它则是后期建的仿古建筑，这在北京市的中等学校中别具一格。
位于中校区的升平署戏楼及其院落，包括四合院、排房、游廊、方亭、花园和升平署戏楼，面积200余平方米，原是清康熙年间建立的由太监掌管的外衙门，称南府，1827年改为升平署戏楼，现做校图书馆之用。

### 师资力量
学校师资力量雄厚，其中正高级、高级教师所占比例为42%，特级教师、市区级学科带头人及骨干教师64人。

## 所获荣誉
学校赢得了多项荣誉，承担了多项教育科研任务，包括：全国三八红旗集体、北京市基础教育科研先进学校（2016年）、北京市示范性普通高中、国家级语言文字规范化示范学校（2007年）、 中国/WHO合作项目健康促进学校（金奖）、联合国教科文组织中国可持续发展教育（ESD）项目示范学校、北京2008奥利匹克教育示范学校、北京市创建学习型学校先进单位、北京金鹏科技团、北京市文明礼仪示范学校等。并被确定为：中央教科所“创新教育研究与实验”课题实验校、全国中小学现代信息技术应用实验学校、北京科技教育促进会单位会员（2019年）等，在北京市撑起了优质教育的一片天空，担当起“示范高中”的光荣使命。

## 校友
- 劉瀟瀟
- 李望知